# Kościół w Gällivare
Kościół w Gällivare (szw. Gällivare kyrka) – drewniana, luterańska świątynia znajdująca się w szwedzkim tätorcie Gällivare. Od 2022 siedziba parafii Gällivare obejmującej również okoliczne wsie i obszary górskie.

## Historia
Budowę kościoła rozpoczęto w roku 1878 z powodu przepełnienia starego kościoła, prace na podstawie projektu Emila Victora Langleta ukończono w lutym 1882. W latach 1928–1929 wnętrze przeprojektowano wg. planów Eberharda Lovéna. Podczas renowacji w latach 1966–1967 przywrócono pierwotny, biały kolor elewacji oraz dobudowano zakrystię i szatnię dla odprawiających liturgie wg. projektu Bengta Romarego.

## Architektura
Budynek wzniesiono z drewna, na planie centralnym, o rzucie krzyża greckiego. W trzech ramionach nawy znajduje się empora. Nad centralnym punktem świątyni ustawiono wieżę zwieńczoną złotym krzyżem. Na bocznej ścianie prezbiterium wisi obraz przeniesiony w 1882 z ołtarza starego kościoła. Za ołtarzem głównym znajduje się arras zaprojektowany przez Dagmar Lodén. 21-głosowe organy wykonano w 1971 roku w warsztacie Grönlunds Orgelbyggeri.

## Galeria

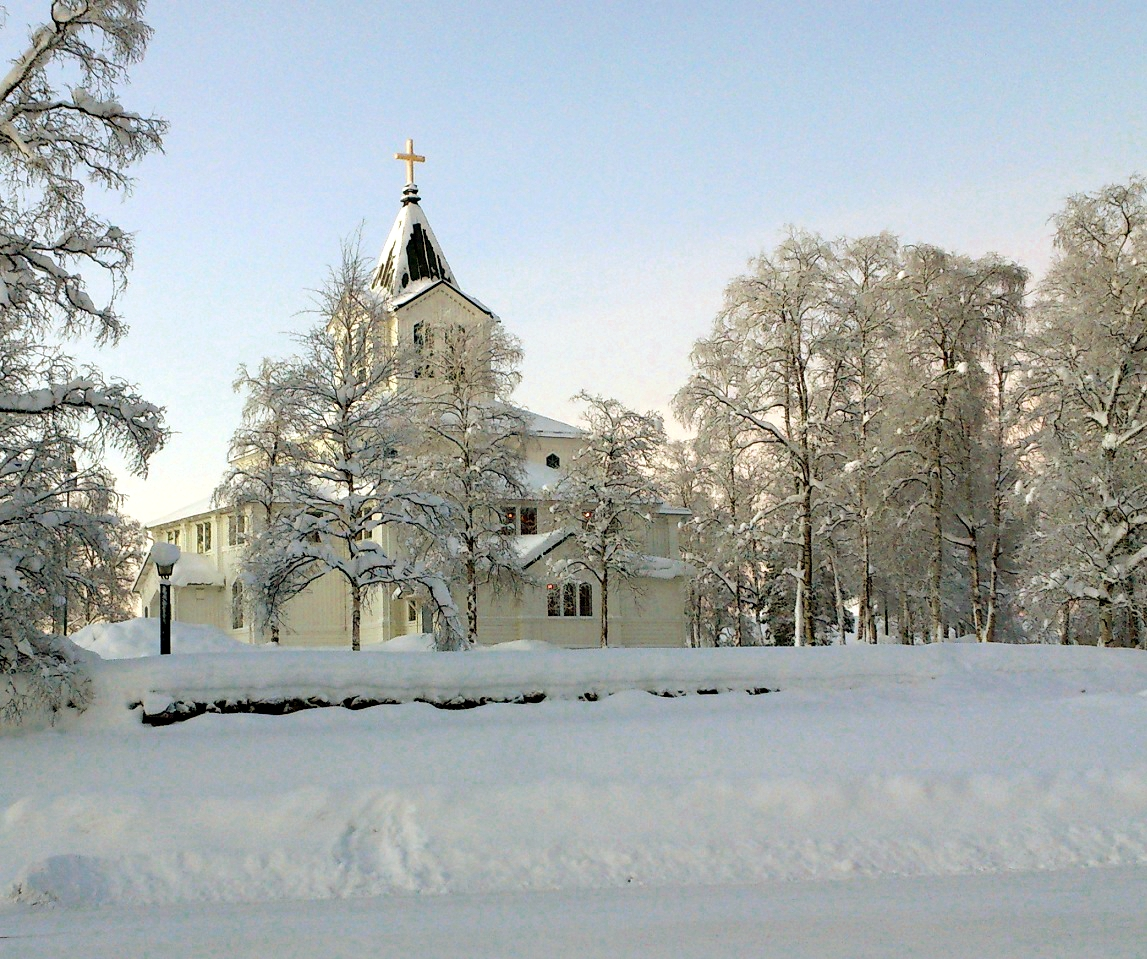
Widok ze wschodu
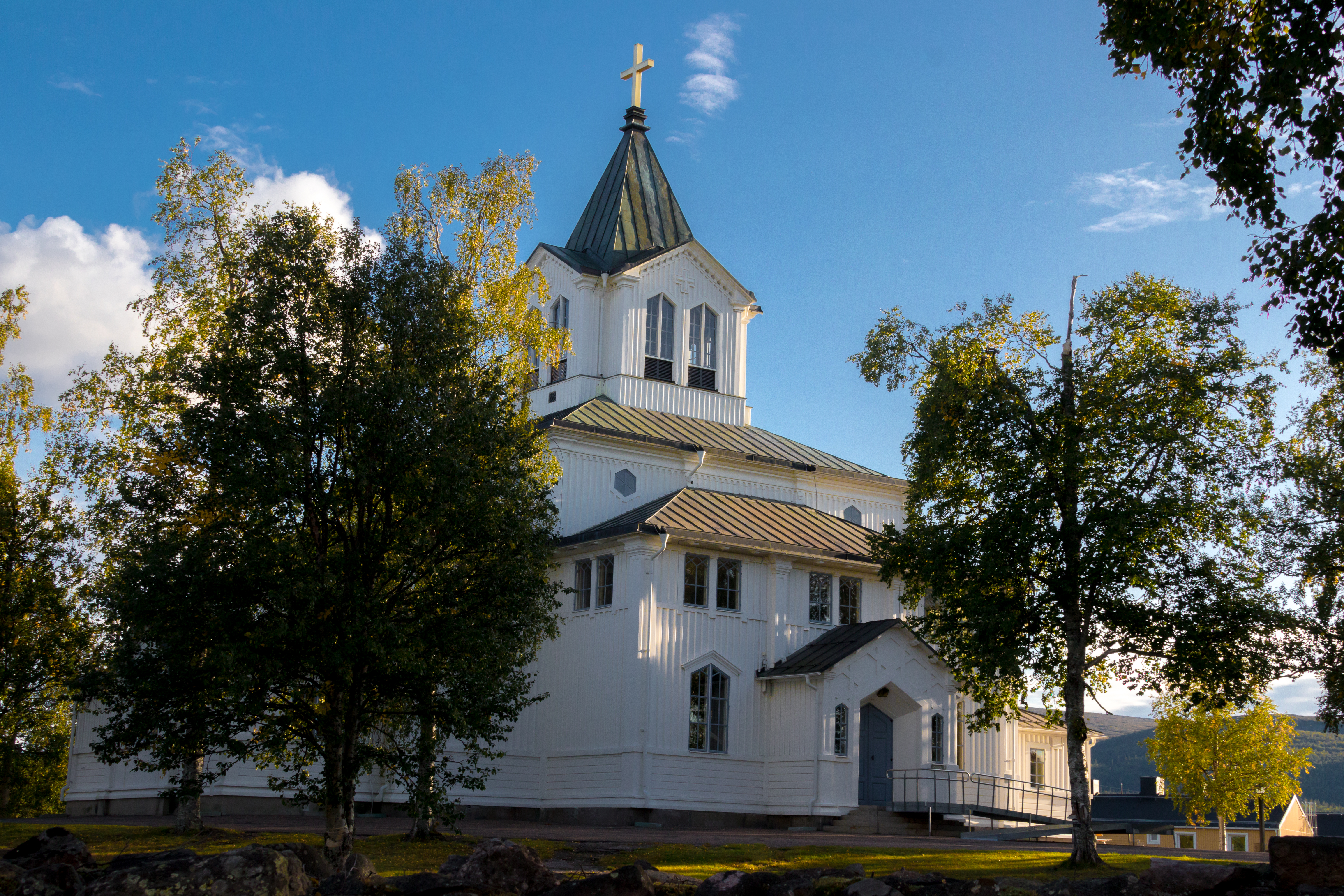
Widok z północnego wschodu
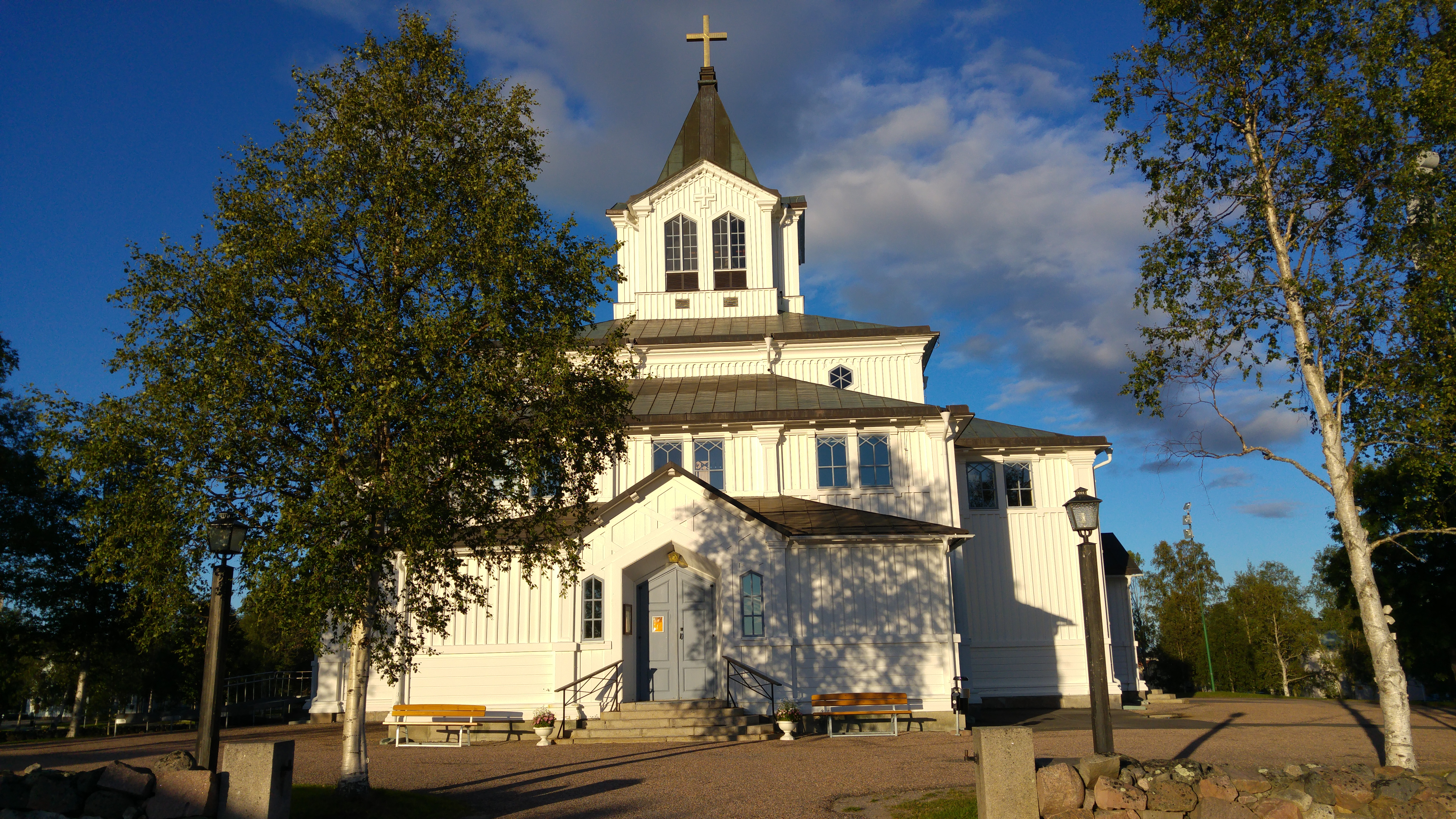
Widok z zachodu
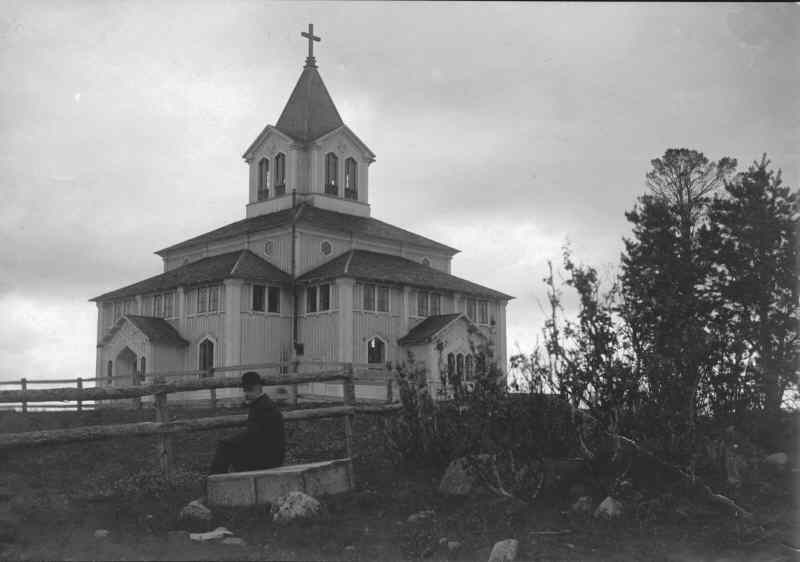
Widok w 1896
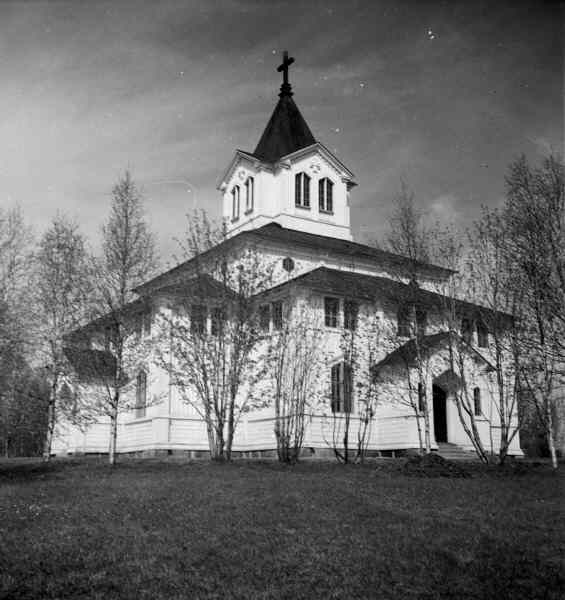
Widok w 1942
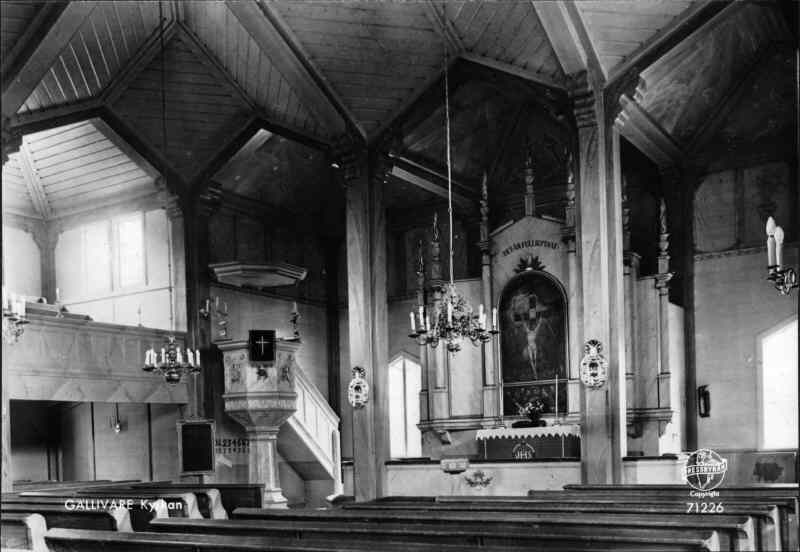
Wnętrze przed przebudową